# 德里克·鲍尔
德里克·鲍尔（英語：Derek Ball，？—1989年7月26日）美国音频工程师。他曾因电影星球大战IV：新希望赢得了奥斯卡最佳音响效果奖。自1968年至1987年间，鲍尔曾参与制作过40多部电影。

## 部分影视作品
- 星球大战IV：新希望 (1977)[2]